# Medaliści mistrzostw świata w kajakarstwie – niepełnosprawni
Lista medalistów mistrzostw świata w kajakarstwie w kategoriach zawodników niepełnosprawnych.

## Mężczyźni

### K-1 200 m A
| Rok i miejsce | Złoto                    | Srebro            | Brąz               |
| ------------- | ------------------------ | ----------------- | ------------------ |
| 2010 Poznań   | Fernando Fernandes Padua | Antonio De Diego  | Jono Broome        |
| 2011 Segedyn  | Fernando Fernandes Padua | Aleksiej Małyszew | Antonio De Diego   |
| 2013 Duisburg | Fernando Fernandes Padua | Ian Marsden       | Christian Mathes   |
| 2014 Moskwa   | András Rozbora           | Ian Marsden       | Igor Korobiejnikow |

### K-1 200 m TA
| Rok i miejsce | Złoto          | Srebro                   | Brąz                    |
| ------------- | -------------- | ------------------------ | ----------------------- |
| 2010 Poznań   | Marcus Swoboda | Paolo Bressi             | Henry Manni             |
| 2011 Segedyn  | Marcus Swoboda | Tomasz Maździerski       | Pál Bence               |
| 2013 Duisburg | Marcus Swoboda | Wiktor Potanin           | Pier Alberto Buccoliero |
| 2014 Moskwa   | Marcus Swoboda | Fernando Rufino de Paulo | Wiktor Potanin          |

### K-1 200 m LTA
| Rok i miejsce | Złoto          | Srebro           | Brąz            |
| ------------- | -------------- | ---------------- | --------------- |
| 2010 Poznań   | Iulian Serban  | Martin Farineaux | Andrea Testa    |
| 2011 Segedyn  | Iulian Serban  | Andrea Testa     | Mateusz Surwiło |
| 2013 Duisburg | Tom Kierey     | Iulian Serban    | Jurij Kichajew  |
| 2014 Moskwa   | Jurij Kichajew | Iulian Serban    | Leonid Kryłow   |

### V-1 200 m LTA, TA, A
| Rok i miejsce | Złoto           | Srebro           | Brąz          |
| ------------- | --------------- | ---------------- | ------------- |
| 2010 Poznań   | Patrick Viriamu | Gerhard Bowitzky | George Thomas |

### V-1 200 m TA
| Rok i miejsce | Złoto          | Srebro         | Brąz               |
| ------------- | -------------- | -------------- | ------------------ |
| 2011 Segedyn  | Sándor Szabó   | Robert Balk    | Daniel Hopwood     |
| 2013 Duisburg | Javier Reja    | Nicholas Heald | Tomasz Moździerski |
| 2014 Moskwa   | Curtis McGrath | Jonathan Young | Wiktor Potanin     |

### V-1 200 m LTA
| Rok i miejsce | Złoto                    | Srebro          | Brąz              |
| ------------- | ------------------------ | --------------- | ----------------- |
| 2011 Segedyn  | Patrick Mahoney          | George Thomas   | Gerhard Bowitzky  |
| 2013 Duisburg | Caio Ribeiro de Carvalho | Patrick Viriamu | Mirosław Rosiński |
| 2014 Moskwa   | Pier Alberto Buccoliero  | Martin Tweedie  | Aleksiej Jegorow  |

### V-1 200 m A
| Rok i miejsce | Złoto                        | Srebro            | Brąz           |
| ------------- | ---------------------------- | ----------------- | -------------- |
| 2013 Duisburg | Ołeksandr Hreczko            | Jakub Tokarz      | Daniel Hopwood |
| 2014 Moskwa   | Luis Carlos Cardoso da Silva | Ołeksandr Hreczko | Róbert Suba    |

## Kobiety

### K-1 200 m LTA, TA, A
| Rok i miejsce | Złoto              | Srebro     | Brąz            |
| ------------- | ------------------ | ---------- | --------------- |
| 2010 Poznań   | Christine Selinger | Tami Hetke | Lorella Bellato |

### K-1 200 m TA
| Rok i miejsce | Złoto                 | Srebro             | Brąz               |
| ------------- | --------------------- | ------------------ | ------------------ |
| 2010 Poznań   | Marta Santos Ferreira | Christine Selinger | Séverine Amiot     |
| 2011 Segedyn  | Marta Santos Ferreira | Christine Selinger | Anna Pani          |
| 2013 Duisburg | Emma Wiggs            | Megan Blunk        | Natalija Lagutenko |
| 2014 Moskwa   | Emma Wiggs            | Christine Gauthier | Natalija Lagutenko |

### K-1 200 m LTA
| Rok i miejsce | Złoto                 | Srebro                | Brąz            |
| ------------- | --------------------- | --------------------- | --------------- |
| 2010 Poznań   | Christine Gauthier    | Marta Santos Ferreira | Giovanna Chiriu |
| 2011 Segedyn  | Marta Santos Ferreira | Christine Selinger    | Anna Pani       |
| 2013 Duisburg | Christine Gauthier    | Anne Dickens          | Cindy Moreau    |
| 2014 Moskwa   | Anne Dickins          | Cindy Moreau          | Amanda Reynolds |

### K-1 200 m A
| Rok i miejsce | Złoto                | Srebro               | Brąz             |
| ------------- | -------------------- | -------------------- | ---------------- |
| 2013 Duisburg | Jeanette Chippington | Switłana Kuprijanowa | Aleksandra Dupik |
| 2014 Moskwa   | Jeanette Chippington | Switłana Kuprijanowa | Aleksandra Dupik |

### V-1 200 m LTA
| Rok i miejsce | Złoto              | Srebro             | Brąz               |
| ------------- | ------------------ | ------------------ | ------------------ |
| 2011 Segedyn  | Christine Selinger | Brit Gottschalk    | Tami Hetke         |
| 2013 Duisburg | Andrea Green       | Christine Gauthier | Anya Pierce        |
| 2014 Moskwa   | Andrea Green       | Łarisa Wolik       | Christine Gauthier |

### V-1 200 m TA
| Rok i miejsce | Złoto                | Srebro             | Brąz                     |
| ------------- | -------------------- | ------------------ | ------------------------ |
| 2013 Duisburg | Jeanette Chippington | Megan Blunk        | Tamara Oliveira da Silva |
| 2014 Moskwa   | Emma Wiggs           | Christine Gauthier | Natalija Lagutenko       |

### V-1 200 m A
| Rok i miejsce | Złoto                | Srebro       | Brąz         |
| ------------- | -------------------- | ------------ | ------------ |
| 2013 Duisburg | Jeanette Chippington | Kara Kennedy | Anne Yoshida |
| 2014 Moskwa   | Jeanette Chippington | Kara Kennedy | Zoja Owsij   |